# Етничко насиље на Кипру
Средином 20. века Кипар је обележило неколико различитих периода насиља међу заједницама на Кипру, укључујући две главне етничке заједнице, грчке Кипране и турске Кипране. То укључује кризну ситуацију на Кипру 1955–59. током британске владавине, кипарску кризу након стицања независности 1963–64. и кипарску кризу 1967. Непријатељства су кулминирала дефакто поделом острва дуж Зелене линије 1974. након турске инвазије Кипра. Од тада је регион био релативно миран, али се спор око Кипра наставио а разни покушаји да се он реши дипломатским путем углавном су били неуспешни.

## Историја
Кипар, острво које се налази у источном Медитерану, садржало је популацију Грка (80%) и Турака (20%), који су живели под британском влашћу крајем деветнаестог века и првој половини двадесетог века. Хришћанска православна црква Кипра играла је истакнуту политичку улогу међу заједницом кипарских Грка, привилегију коју је стекла за време Османског царства применом милет система, који је архиепископу дао незванични етнарх статус.
Поновљено одбијање Британаца захтева кипарских Грка за енозис, уједињење са Грчком, довело је до оружаног отпора, који је организовала Национална организација кипарске борбе, или ЕОКА. ЕОКА, коју је предводио командант кипарских Грка Јоргос Гривас, систематски је гађала британске колонијалне власти. Један од ефеката ЕОКА-ине кампање био је да се турска позиција промени са захтевања пуне реинкорпорације у Турску до захтева за таксим (циљ турског живља за поделом на Кипру). Мисија и активности ЕОКА-е изазвале су „критски синдром“ у заједници кипарских Турака, пошто су се њени чланови плашили да ће бити приморани да напусте острво у таквом случају као што је то био случај са критским Турцима. Као такви, преферирали су наставак британске колонијалне владавине, а затим таксим, поделу острва. Због подршке кипарских Турака Британцима, лидер ЕОКА Георгиос Гривас их је прогласио непријатељима. Чињеница да су Турци били мањина, требало је, према Нихату Ериму, да се реши премештањем хиљада Турака са континенталне Турске како би кипарски Грци престали да буду већина. Када је Ерим посетио Кипар као турски представник, саветовао га је фелдмаршал сер Џон Хардинг, тадашњи гувернер Кипра, да Турска треба да пошаље образоване Турке да се населе на Кипар.
Турска је активно промовисала идеју да на острву Кипар постоје две посебне заједнице, и заобишла је своју претходну тврдњу да су „сви људи Кипра били турски поданици“. Чинећи то, циљ Турске да има самоопредељење две будуће равноправне заједнице у ствари је довео до де јуре поделе острва. Ово би се могло оправдати међународној заједници против воље већинског грчког становништва у земљи. острво. Др Фазил Кучук је 1954. већ предложио да се Кипар подели на два дела на паралели од 35°. Линдли Дан, са Универзитета Нотр Дам, уочио је корене међузаједничког насиља у различитим визијама између две заједнице на Кипру (енозис за кипарске Грке, таксим за кипарске Турке). Такође, Линдлеј је написао да је „спајање цркве, школа/образовања и политике на начин који изазива поделе и националистички“ одиграло кључну улогу у стварању хаоса у историји Кипра. Аталидес Мајкл је такође указао на супротстављене национализме као узрок кипарског проблема.

### Период 1955–1959.
Британци су почели да регрутују кипарске Турке у полицијске снаге које су патролирале Кипром у борби против ЕОКА. ЕОКА је циљала колонијалне власти, укључујући полицију, али Јоргос Гривас, вођа ЕОКА, у почетку није желео да отвори нови фронт борбом против кипарских Турака и уверио их је да ЕОКА неће наудити њиховом народу. Године 1956. припадници ЕОКА-е су убили неколико полицајаца кипарских Турака и то је изазвало насиље међу заједницама у пролеће и лето, али ови напади на полицајце нису били мотивисани чињеницом да су били кипарски Турци. Међутим, у јануару 1957. Гривас је променио своју политику пошто су његове снаге у планинама све више притискале снаге британске круне. Како би скренули пажњу крунских снага, припадници ЕОКА-е су почели да намерно гањају полицајце кипарских Турака по градовима, тако да би кипарски Турци побунили кипарске Грке, а снаге безбедности би морале да буду преусмерене у градове како би успоставиле ред. Убиство полицајца кипарских Турака 19. јануара, када је бомбардована електрана, и рањавање још тројице, изазвало је тродневно насиље међу заједницама у Никозији. Две заједнице су убијале једна другу у одмазди, најмање један грчки Кипранин је убијен, а британска војска је распоређена на улицама. Продавнице кипарских Грка су спаљене, а њихова насеља нападнута. Након догађаја, руководство кипарских Грка је ширило пропаганду да су нереди били само акт агресије кипарских Турака. Такви догађаји су створили хаос и раздвојили заједнице и на Кипру и у Турској.
Дана 22. октобра 1957. сер Хју Мекинтош Фут је заменио сер Џона Хардинга на месту британског гувернера Кипра. Фут је предложио пет до седам година самоуправе пре било какве коначне одлуке. Његов план је одбацио и енозис и таксим. Одговор кипарских Турака на овај план био је низ антибританских демонстрација у Никозији 27. и 28. јануара 1958. којима је предложени план одбачен јер план није укључивао поделу. Британци су тада повукли план. Године 1957, Црна банда, про-турска паравојна организација, формирана је да патролира енклавом кипарских Турака, округом Тахтакале у Никозији, против активности ЕОКА. Организација је касније покушала да прерасте у националну скалу, али није успела да добије подршку јавности.
До 1958, знаци незадовољства Британаца су се повећали, заједно са групом кипарских Турака која је формирала паравојну групу Волкан (касније преименовану у Турску организацију отпора) како би промовисала поделу и припајање Кипра Турској, како је диктирао Мендересов план. Волкан се у почетку састојао од отприлике 100 чланова, са наведеним циљем подизања свести у Турској о кипарском питању и давању војне обуке и подршке борцима кипарских Турака од стране турске владе.
У јуну 1958. очекивало се да британски премијер Харолд Макмилан предложи план за решавање питања Кипра. У светлу новог развоја догађаја, Турци су се побунили у Никозији да би промовисали идеју да кипарски Грци и кипарски Турци не могу да живе заједно и да стога било који план који не укључује поделу не би био одржив. Ово насиље је убрзо праћено бомбардовањем, смрћу кипарских Грка и пљачком продавница и кућа у власништву кипарских Грка. Кипарски Грци и Турци почели су да беже из села са мешовитим становништвом у којима су били мањина у потрази за безбедношћу. Ово је заправо био почетак сегрегације две заједнице. Дана 7. јуна 1958. бомба је експлодирала на улазу у турску амбасаду на Кипру. Након бомбардовања, кипарски Турци су опљачкали имовину кипарских Грка. Дана 26. јуна 1984, лидер кипарских Турака, Рауф Денкташ, признао је на британском каналу ИТВ да су бомбу поставили сами Турци како би створили напетост. Дана 9. јануара 1995, Рауф Денкташ је поновио своју тврдњу познатим турским новинама Милијет у Турској.
Криза је достигла врхунац 12. јуна 1958. године, када је осам Грка, од тридесет петорице наоружаних које су ухапсили војници Краљевске коњске гарде под сумњом да су припремали напад на турску четврт Скилура, убијени у нападу, како се сумња од стране кипарских Турака, у близини села Геуниели.

### Република Кипар
Након што је кампања ЕОКА-е почела, британска влада је успешно почела да питање Кипра претвара из британског колонијалног проблема у грчко-турско питање. Британска дипломатија је извршила закулисни утицај на владу Аднана Мендереса, са циљем да Турска буде активна на Кипру. За Британце, покушај је имао двоструки циљ. Кампања ЕОКА би била заташкана и ућуткана што је пре могуће, а кипарски Турци не би стали на страну кипарских Грка против британских колонијалних претензија на острво, које би тако остало под Британцима. Руководство кипарских Турака посетило је Мендереса како би разговарало о кипарском питању. На питање како кипарски Турци треба да одговоре на тврдњу кипарских Грка о енозису, Мендерес је одговорио: „Требало би да одете код британског министра спољних послова и затражите да се статус кво продужи, да Кипар остане као британска колонија“. Када су кипарски Турци посетили британског министра спољних послова и затражили да Кипар остане колонија, он је одговорио: „Не би требало да тражите колонијализам у данашње време, требало би да тражите да се Кипар врати Турској, свом бившем власнику."
Пошто су кипарски Турци почели да траже заштиту од Турске, кипарски Грци су убрзо схватили да је енозис веома мало вероватан. Лидер кипарских Грка, архиепископ Макариос III, сада је одредио независност острва као свој циљ.
Британија је решила да реши спор стварањем независног Кипра. Године 1959. све укључене стране потписале су Циришке споразуме: Британија, Турска, Грчка и лидери кипарских Грка и Турака, Макариос и др Фазил Кучук. Нови устав се у великој мери ослањао на етнички састав острва. Председник би био кипарски Грк, а потпредседник кипарски Турчин са једнаким ветом. Допринос јавној служби био би одређен у размеру 70:30, а Врховни суд би чинио једнак број судија из обе заједнице као и независни судија који није Грк, Турчин или Британац. Циришки споразуми допуњени су бројним уговорима. Уговор о гаранцији наводи да је сецесија или унија са било којом државом забрањена и да ће Грчка, Турска и Британија добити статус гаранта да интервенишу ако се то прекрши. Уговор о савезу омогућио је да два мала грчка и турска војна контингента буду стационирана на острву, а Уговор о оснивању дао је Британији суверенитет над две базе у Акротирију и Декелији.
Дана 15. августа 1960. Британски Кипар је постао потпуно независан као Република Кипар. Нова република је остала у оквиру Заједнице народа.
Нови устав је донео незадовољство кипарским Грцима, који су сматрали да је то крајње неправедно за њих из историјских, демографских и доприносних разлога. Иако су 80% становништва острва били кипарски Грци и ови аутохтони људи су живели на острву хиљадама година и плаћали 94% пореза, нови устав је давао 17% становништва кипарским Турцима, који су плаћали 6% пореза, око 30% државних послова и 40% послова националне безбедности.

### Период 1963–1964.
У року од три године почеле су да се показују тензије између две заједнице у административним пословима. Конкретно, спорови око одвојених општина и опорезивања довели су до ћорсокака у влади. Уставни суд је 1963. пресудио да Макариос није подржао члан 173 устава који је позивао на успостављање посебних општина за кипарске Турке. Макариос је касније изјавио да намерава да игнорише пресуду, што је довело до тога да је западнонемачки судија поднео оставку на своју функцију. Макариос је предложио тринаест амандмана на устав, који би имали ефекат решавања већине питања у корист кипарских Грка. Према предлозима, председник и потпредседник би изгубили право вета, одвојене општине које траже кипарски Турци би биле напуштене, потреба за одвојеном већином обе заједнице у доношењу закона била би одбачена и допринос државној служби био би постављене на стварни однос становништва (82-18) уместо нешто веће цифре за кипарске Турке.
Намера која стоји иза амандмана је дуго била доведена у питање. Акритасов план, који је у јеку уставног спора написао министар унутрашњих послова кипарских Грка Поликарпос Георкадијис, позивао се на уклањање непожељних елемената устава како би се омогућила подела власти. План је предвиђао брзи напад на упоришта кипарских Турака уколико кипарски Турци прибегну насиљу да би се одупрли мерама, наводећи „У случају планираног или инсценираног турског напада, императив је да се он савлада силом у најкраћем могућем року, јер ако успемо да загосподаримо ситуацијом (за један или два дана), никаква спољна интервенција не би била оправдана или могућа.“ Нејасно је да ли су Макариосови предлози били део Акритасовог плана, али остаје осећај да енозис није потпуно нестао са независношћу. Макариос је описао независност као „корак на путу ка енозису“. Припреме за сукоб нису у потпуности изостале ни од стране кипарских Турака, при чему су десничарски елементи још увек веровали да је таксим (подела) најбоља заштита од енозиса. Кипарски Грци међутим верују да су амандмани били нужни због наводног покушаја кипарских Турака да осујете рад владе. Кипарски Турци су то видели као средство да смање свој статус унутар државе са статуса суоснивача на статус мањине, видећи то као први корак ка енозису. Безбедносна ситуација се нагло погоршавала.

### Насиље међу заједницама
Оружани сукоб је покренут након 21. децембра 1963. године, периода који кипарски Турци памте као Крвави Божић, када је полицајац кипарских Грка позван да помогне у обрачуну са таксистом који је одбио полицајцима који су већ били на лицу места да да идентификационе документе својих муштерија, по доласку извадио пиштољ и пуцао у таксисту и његову партнерку. Ерик Солстен је сажео догађаје на следећи начин: „полицијска патрола кипарских Грка, наводно проверавајући личне документе, зауставила је пар кипарских Турака на ивици турске четврти. Окупила се непријатељска гомила, пуцано је, а двоје турских Кипрана је убијено. Ујутро након пуцњаве, гомиле су се окупиле у знак протеста у северној Никозији, вероватно подстакнуте турским војним организацијама, без инцидената. Увече 22. децембра избила је пуцњава, комуникационе линије према турским квартовима су прекинуте, а полиција кипарских Грка заузела је оближњи аеродром. Следећег дана преговарано је о прекиду ватре, али није одржан. Борбе, укључујући ватру из аутоматског оружја, између кипарских Грка и Турака и милиције појачане су у Никозији и Ларнаки. Снаге нерегуларних кипарских Грка предвођене Никосом Сампсоном ушле су у предграђе Никозије Оморфиту и упустиле се у јаку ватру на наоружане, а према неким наводима и ненаоружане кипарске Турке. Кипарски Турци су сукоб у Оморфити описали као масакр, док кипарски Грци генерално не признају ово гледиште.
Договорени су даљи прекиди ватре између две стране, али нису успели. До Бадње вечери, Британија, Грчка и Турска су приступиле преговорима, при чему су све стране позвале на примирје. На Божић, турски борбени авиони надлетели су Никозију у знак подршке. Коначно је договорено да се дозволи снагама од 2.700 британских војника да помогну у спровођењу примирја. У наредним данима у Никозији је створена „тампон зона“, а британски официр је на мапи обележио зеленим мастилом линију која раздваја две стране града, што је био почетак „зелене линије“. Борбе су се наставиле широм острва у наредних неколико недеља.
Током насиља убијено је укупно 364 кипарских Турака и 174 кипарских Грка. Чак 25.000 кипарских Турака из 103-109 села побегло је и расељено у енклаве, а хиљаде кућа кипарских Турака је опљачкано или потпуно уништено.
Новине и остали медији су такође извештавале о насилном егзодусу кипарских Турака из њихових домова. Према Тајмсу из 1964. године, претње, пуцњаве и покушаји подметања пожара почињени су против кипарских Турака да би их натерали да напусте своје домове. Дејли експрес је писао да је „25.000 Турака већ принуђено да напусти своје домове“. Гардијан је известио о масакру Турака у Лимасолу 16. фебруара 1964. године. Турска је до тада припремила своју флоту и њени борбени авиони су се појавили изнад Никозије. Турску је од директне укључености одвратило стварање мировних снага Уједињених нација на Кипру (УНФИЦИП) 1964. Упркос преговорима о прекиду ватре у Никозији, напади на кипарске Турке су и даље настављени, посебно у Лимасолу. Забринут због могућности турске инвазије, Макариос је предузео стварање регрутне војске кипарских Грка под називом „Национална гарда“. Генерал из Грчке преузео је контролу над војском, док је још 20.000 добро опремљених официра и мушкараца прокријумчарено из Грчке на Кипар. Турска је још једном запретила да ће интервенисати, али ју је спречило оштро срочено писмо америчког председника Линдона Б. Џонсона, у жељи да избегне сукоб између НАТО савезника, Грчке и Турске на врхунцу Хладног рата.
Кипарски Турци су до тада успоставили важан мостобран у Кокини, снабдевени оружјем, добровољцима и материјалима из Турске и иностранства. Видећи овај упад страног оружја и трупа као велику претњу, кипарска влада је позвала Јоргоса Гриваса да се врати из Грчке као командант грчких трупа на острву и изврши велики напад на мостобран. Турска је узвратила тако што је послала своје борбене авионе да бомбардују грчке положаје, због чега је Макариос запретио нападом на свако село кипарских Турака на острву ако бомбардовање не престане. Сукоб је сада био увучен у Грчку и Турску, при чему су обе земље гомилале трупе на својим границама. Напори у посредовању Дина Ачесона, бившег америчког државног секретара, и посредника Гало Плазе којег је именовао УН, пропали су, док је подела две заједнице постајала све очигледнија. Снаге кипарских Грка процењене су на око 30.000, укључујући Националну гарду и велики контингент из Грчке. Одбрана енклава кипарских Турака је била снага од око 5.000 нерегуларних војника, предвођених турским пуковником, али без опреме и организације као код грчких снага.
Генерални секретар Уједињених нација 1964. У Тант је пријавио штету током сукоба: "УНФИЦИП је извршио детаљан преглед свих оштећења имовине широм острва током немира; показује да је у 109 села, већином турско-кипарских или мешовитих села, 527 кућа уништено, док је 2.000 других претрпело штету од пљачке."

### Криза 1967. године
Ситуација се погоршала 1967. године, када је војна хунта збацила демократски изабрану владу Грчке и почела да врши притисак на Макариоса да постигне енозис. Макариос, не желећи да постане део војне диктатуре или да покрене турску инвазију, почео је да се дистанцира од циља енозиса. То је изазвало тензије са хунтом у Грчкој, као и са Гривасом на Кипру. Гривасова контрола над националном гардом и грчким контингентом сматрана је претњом Макариосовом положају, који се сада плашио могућег пуча. Национална гарда и кипарска полиција почеле су да патролирају енклавама кипарских Турака Ајос Теодорос и Кофину, а 15. новембра је учествовало у тешким борбама са кипарским Турцима. У време његовог повлачења убијено је 26 кипарских Турака. Турска је одговорила ултиматумом тражећи да се Гривас уклони са острва, да се уклоне трупе прокријумчарене из Грчке које прелазе границе Уговора о савезу и да се укину економске блокаде енклавама кипарских Турака. Атинска хунта је опозвала Гриваса и 12.000 грчких војника је повучено. Макариос је сада покушао да консолидује своју позицију смањењем броја трупа Националне гарде и стварањем паравојних снага лојалних кипарској независности. Године 1968, признајући да је енозис сада готово немогућ, Макариос је изјавио: „Решење се мора тражити у границама оног што је изводљиво, што се не поклапа увек са границама пожељног."

### Државни удар
После 1967. тензије између кипарских Грка и Турака су спласнуле. Уместо тога, главни извор напетости на острву долази из фракција унутар заједнице кипарских Грка. Иако је Макариос ефективно напустио идеју енозиса у корист „остваривог решења“, многи други су и даље веровали да је једина легитимна политичка тежња кипарских Грка унија са Грчком. По доласку, Гривас је почео оснивањем националистичке паравојне групе познате као Национална организација кипарских бораца (ЕОКА-Б), упоређујући се са борбом ЕОКА за енозис под британском колонијалном администрацијом 1950-их.
Војна хунта у Атини видела је Макариоса као препреку. Макариосов неуспех да распусти Националну гарду, чијом официрском класом су доминирали Грци са копна, значио је да је хунта имала практичну контролу над кипарским војним естаблишментом, остављајући Макариоса изолованим и рањивом метом.

### Турска инвазија
главни
Током прве турске инвазије, турске трупе су извршиле инвазију на територију Кипра 20. јула 1974. позивајући се на своја права према Уговору о гаранцији. Ово проширење зоне под турском окупацијом прекршило је међународно право, као и Повељу Уједињених нација. Турске трупе успеле су да заузму 3% острва што је било праћено паљењем кварта кипарских Турака, као и силовањем и убијањем жена и деце. Уследио је привремени прекид ватре који је ублажио Савет безбедности УН. Након тога, грчка војна хунта је пропала 23. јула 1974. и почели су мировни преговори у којима је успостављена демократска влада. Резолуција 353 је прекршена након што је Турска напала други пут и успела да се домогне 37% територије Кипра. Уједињене нације су острво Кипар поставиле за тампон зону, које је поделило острво на две зоне кроз „зелену линију“ и ставило тачку на турску инвазију. Иако је Турска 1975. године објавила да ће се окупирана подручја Кипра звати Савезном турском државом, то није легитимисано у светским политичким размерама. Уједињене нације су позвале на међународно признање независности Републике Кипар у Резолуцији 367 Савета безбедности.
У годинама након турске инвазије на северни Кипар може се посматрати историја неуспешних преговора између две стране. Проглашење независне Турске Републике Кипар из 1983. године довело је до пораста међузаједничких тензија и све теже да се пронађе међусобно разумевање. Са интересом Кипра за могуће чланство у ЕУ и новим генералним секретаром УН Кофијем Ананом 1997. године појавиле су се нове наде за нови почетак. Међународна умешаност са стране САД и Велике Британије, у жељи да се реши кипарски спор пре приступања ЕУ, довела је до политичких притисака за нове разговоре. Веровање да би приступање без решења угрозило грчко-турске односе и признање поделе острва усмеравало би предстојеће преговоре.
Током две године формулисан је конкретан план, Ананов план. 2004. године, пета верзија договорена са обе стране и уз подршку Турске, САД, УК и ЕУ, затим је представљена јавности и одржана је референдум у обе кипарске заједнице да би се осигурала легитимизација резолуције. Кипарски Турци су гласали са 65% за план, међутим кипарски Грци су гласали са већином од 76% против. Ананов план је садржао више важних тема. Прво је успоставила конфедерацију две одвојене државе под називом Уједињена Кипарска Република. Обе заједнице би имале аутономне државе комбиноване под једном јединственом владом. Чланови парламента би се бирали према проценту у броју становника како би се обезбедило праведно учешће обе заједнице. План је предложио демилитаризацију острва током наредних година. Разговарало се о броју од 45.000 турских досељеника који би могли остати на острву. Ови досељеници су постали веома важно питање за мировне преговоре. Првобитно је турска влада охрабривала Турке да се населе на Кипру обезбеђујући трансфер и имовину, како би успоставили пандан становништву кипарских Грка због њихове мањине од 1 до 5. Са економском ситуацијом, многи кипарски Турци су одлучили да напусте острво, међутим њихов одлазак је надокнађен доласком турских досељеника, чиме је однос становништва између турских Кипрана и грчких Кипрана остао стабилан. Међутим, све ове тачке су критиковане и као што се види у гласању, углавном су кипарски Грци одбацили. Они називају распад „Републике Кипар“, економске последице поновног уједињења и преостале турске насељенике као разлог. Многи тврде да је план заиста више црпео из захтева кипарских Турака него интереса кипарских Грка. Узимајући у обзир да су САД желеле да Турску задрже као стратешког партнера у будућим блискоисточним сукобима.
Недељу дана након неуспелог референдума Република Кипар се придружила ЕУ. У више случајева ЕУ је покушала да промовише трговину са Северним Кипром, али без међународно признатих лука ово је изазвало велику дебату. Обе стране трпе своју намеру да преговарају, али без изгледа за било какве нове компромисе или договоре УН не желе да поново почну процес. Будући да су се преговори 2004. године одвијали у бројкама, али без икаквих резултата, обе стране чврсто држе своју позицију без назиреног прихватљивог решења које би одговарало обема странама.